# إيثيل غراندين
إيثيل غراندين (بالإنجليزية: Ethel Grandin) هي ممثلة أمريكية، ولدت في 3 مارس 1894 بنيويورك في الولايات المتحدة، وتوفيت في 28 سبتمبر 1988 في الولايات المتحدة.

## وصلات خارجية
- إيثيل غراندين على موقع IMDb (الإنجليزية)
- إيثيل غراندين على موقع قاعدة بيانات الفيلم (الإنجليزية)